# Lars Beilfuß
Lars Beilfuß (* 1976) ist ein deutscher Ruderer und ehemaliger Deutscher Meister.

## Leben und Wirken
Lars Beilfuß machte 1995 sein Abitur am Bertolt-Brecht-Gymnasium in Brandenburg an der Havel.
Beilfuß trieb lange Jahre Leistungssport beim Ruder-Club-Havel Brandenburg. 1998 gewann er in einer Renngemeinschaft mit seinem langjährigen Sportpartner Guido Kutscher und der Steuerfrau Grit Paschedag bei der Deutschen Meisterschaft die Silbermedaille im Zweier mit Steuermann. 1999 konnte in der gleichen Besetzung die Deutsche Meisterschaft gewonnen werden. Im selben Jahr fuhren Beilfuß und Kutscher beim Ruder-Weltcup auf dem Rotsee bei Luzern auf den Bronzerang. Beilfuß und Kutscher konnten 2000 ihren Titel als Deutsche Meister verteidigen. Steuermann war Udo Kühn.
Seit dem Ende des Leistungssports ist Lars Beilfuß weiterhin im Ruder-Club-Havel Brandenburg aktiv. Er war stellvertretender Vereinsvorsitzender und ist nun Vorsitzender. Weiterhin ist er im Vorstand des Stadtsportbundes der Stadt Brandenburg an der Havel.

## Erfolge
- Deutscher Meister in der Bootsklasse Zweier mit Steuermann 1999 und 2000
- Deutscher Vizemeister in der Bootsklasse Zweier mit Steuermann 1998
- Bronzerang beim Ruder-Weltcup in Luzern in der Bootsklasse Zweier mit Steuermann 1999